# Sosistrato di Siracusa
Sosistrato (in greco antico: Σωσίστρατος?, Sōsìstratos; Siracusa, ... – dopo il 314 a.C.) fu un politico siracusano, tra i membri del partito oligarchico che resse la città nel periodo tra la morte di Timoleonte e l'ascesa di Agatocle.

## Biografia
Secondo il racconto di Diodoro Siculo, conquistò con Eraclide il potere nella sua città attraverso tradimenti e massacri. A capo dell'oligarchia, condusse l'esercito siracusano  in una campagna al fianco di Kroton contro i bruzi e nell'assedio contro Rhegion. Come generale dell'esercito probabilmente si autoproclamò anche tiranno della città.
Le vittorie sul campo di battaglia portarono anche delle vittorie per il suo partito in patria. Presto, però Sosistrato e 600 dei suoi sostenitori furono esiliati dalla città. Iniziò così una fase di guerre tra gli esiliati e i democratici che guidavano la città. Grazie all'aiuto dei cartaginesi, gli esiliati poterono rientrare in patria.
Non è sicuro se Sosistrato fosse riuscito a riottenere il potere, né se avesse preso parte alla rivoluzione che portò al potere Agatocle. Si hanno però sue notizie nel 314 a.C., quando, a capo degli esiliati rifugiatisi ad Akragas dichiarò guerra al tiranno siracusano; sarebbe stato poi assassinato dallo spartano Acrotato.